# Гайворонське поселення
Гайворонське поселення  — поселення 6-7 століть що було центром чорної металургії давніх  слов'ян на безіменному острові Південного Бугу біля міста Гайворона  Кіровоградської області
. Під час дослідження 1960-61 років було виявлено 25 залізоплавильних печей. Розміщення горен по 2-3 разом дають змогу припускати, що металурги професіонали працювали колективами, по 4-5 осіб. На поселенні досліджено залишки напівземлянкового житла, знайдено виробничий інвентар, побутові речі, кераміку, прикраси тощо. Імовірно це поселення належало слов'янам антам.
На території поселення 5 печей залишились в цілому не пошкодженими, їх висота складає 60 сантиметри, а діаметр їх приблизно 35-40 сантиметри. Печі в поселенні виготовлені із звичайної глини. Руду сюди доправляли із території села Антоньового (поблизу Хащуватого), де були її деякі запаси. Місце для такого поселення було зручним, через те що острів омивався водою, що служило захистом від ворога та звірів, навкруги стояв суцільний ліс.
У печі закладали перший шар залізної руди і другий шар деревного вугілля, що складався переважно із дуба. Ковальським міхом подавалося повітря для більш інтенсивного (сильного) горіння в печі. Але все ж таки досягти високої температури в таких печах було практично неможливо, тому виплавлене такою технологією залізо не мало необхідних якостей. Потім залізо нагрівали та перековували вже вдруге у кузнях, в результаті воно набувало необхідної міцності. У таких невеликих печах виготовляли за один процес приблизно 6-7 кілограмів заліза, що було на ті часи значною цінністю.
Також на території поселення археологи знайшли на острові багор що призначався для вилову риби, срібні сережки
керамічні вироби, та інші жіночі прикраси. Розкопки цього поселення проводила наукова експедиція Інституту археології Академії наук України, яку очолював кандидат наук В. М. Даниленко.